# Història econòmica de Catalunya
La història econòmica de Catalunya és la història de l'organització econòmica de Catalunya des de l'edat mitjana fins a l'actualitat, incloent els organismes i entitats públics i privats, la macroeconomia i les relacions i vincles ideològics, polítics i socials amb l'economia de cada època.

## Orígens
Els orígens de l'economia a Catalunya, ens porten a temps anteriors a l'edat mitjana, quan a Barcelona, a l'antiga Llotja, actualment, pla de Palau, s'establia un dels primers precedents de les entitats financeres: la Taula de canvi de la ciutat (1401), per tal de facilitat el canvi de les nombroses monedes que arribaven pel concorregut port de la ciutat.

## Unió dinàstica amb Castella
- Unió dinàstica amb el regne de Castella - 1474 en casar-se secretament, l'any 1469, Ferran II amb Isabel de Castella. El dos regnes mantenen les seves característiques econòmiques (moneda pròpia), territorials (fronteres) i culturals (idioma) i, sobretot, es conserven les lleis i les tradicions. És la data que el negacionisme històric espanyol, reivindica com el del naixement d'Espanya.
- Contractes d'assegurança marítima a Catalunya, més antics que es conserven - 1476.
- Ferran el Catòlic signa la Sentència de Guadalupe - 1486 per tal de donar solució als conflictes que havien motivat les dues guerres remences. Apareixen els pagesos benestants, que treballen sota el règim d'emfiteusi (usdefruit de la terra a perpetuïtat) i viu als masos.
- Instauració de la Inquisició castellana a Catalunya - segle xv.
- Decret d'expulsió dels jueus - 1492 que provoca la seva persecució, exili i l'espoliació de les seves propietats.

## Seglexviii
Després de la derrota catalana a la Guerra de Successió Espanyola, el Principat va perdre els furs i privilegis econòmics i socials que disposava des de la fusió de la Corona d'Aragó amb la de Castella. Felip V va reorganitzar a nivell estatal la hisenda pública i va centralitzar l'estat, menys al regne de Navarra i les altres províncies basques. A conseqüència d'això:
- Es considera el naixement de l'estat espanyol.
- Es van prohibir les institucions catalanes.
- Es va centralitzar la recaptació d'impostos
- Es van modernitzar els sistemes d'assignació de quotes.
- Es va introduir a la Corona d'Aragó l'impost del cadastre, que va multiplicar per sis la pressió fiscal de la pagesia de la Corona d'Aragó.
- Es va poder fer censos de població propietat molt minuciosament.

Encara que a curt termini i socialment la monarquia borbònica va suposar un pas endarrere per les aspiracions de la Corona d'Aragó. L'expansió demogràfica va arribar pel període de pau que l'estat espanyol gaudia i amb l'augment de la taxa de natalitat, encara que la taxa de mortalitat era elevada i Catalunya estava en una fase estacionària alta de població, va arribar l'augment econòmic i el canvi social en la producció manufacturera a Catalunya. Ja que:
- A tot l'estat espanyol es van millorar les tècniques de conreu i la productivitat del camp, gràcies als ministres il·lustrats de Carles III. I sobretot a Catalunya on els pagesos tenien contractes, com el de rabassa morta, que permetien un conreu més lliure i el camp català va tenir una amplificació de les terres cultivables, la intensificació dels rendiments i l'especialització.[2]

- La nova producció manufacturera catalana va fer créixer l'economia catalana:
  - Amb la creació de les Manufactures Reials, que eren grans tallers que gaudien de la protecció de la Corona i eren independents a les regles dels gremis, i que proporcionaven provisions a l'exèrcit.
  - Els gremis van oferir nous productes com els de luxe i de decorament de les cases nobiliàries.
  - Van sorgir les primeres companyies catalanes d'estampació d'indianes que fabricaven teixits de cotó. Amb els capitals obtinguts es va incrementar la demanda i va permetre invertir i millorar el jove sector tèxtil català.
  - Amb la fundació de la Reial Junta Particular de Comerç de Barcelona, 1758, i les companyies comercials que van impulsar la producció industrial i l'activitat comercial.
  - El decret de la llibertat de Comerç que va firmar Carles III, que va permetre acabar amb el monopoli de Cadis i va autoritzar a Catalunya el comerç amb les colònies d'Amèrica del Sud.

## Segle XIX

### La febre d'or i la industrialització
Els principis del segle xix van ser durs per l'economia catalana que va haver de suportar la Guerra Gran i la del Francès que la van desmuntar. Però el naixement d'una nova burgesia moderna i arriscada va permetre realitzar el canvi econòmic més important en la història contemporània: el naixement de la indústria catalana.
Com s'ha destacat abans, a Catalunya hi va haver un seguit de factors que van facilitar la industrialització, com són:
- Tradició artesana i manufacturera.
- Inici de la industrialització catalana a còpia del model anglès.
- Avançament econòmic respecte la resta d'Espanya.
- Creixement demogràfic que va generar mà d'obra abundant
- Iniciativa empresarial.
- Els gremis del tèxtil fabricaven teixits d'indianes que comerciaven amb les colònies espanyoles, cosa que va fer arribar capital a Catalunya, que futurament es va invertir en la indústria cotonera.
- L'agricultura catalana s'havia modernitzat. Els latifundis no van existir gràcies als contractes de rabassa morta en l'àmbit de la vinya, contractes d'emfiteusi i els contractes d'arrendament que s'utilitzaven des de feia dècades. A més, l'agricultura exportava molts productes tant al mercat interior com a la resta d'Europa.[4]

Entre 1832 i 1833 es va fundar a Barcelona la primera fàbrica que funcionava amb vapor, la fàbrica Bonaplata. I Durant el 1832 al 1875, les primeres fàbriques tèxtils es van situar a prop del port de Barcelona, ja que el carbó que necessitaven per produir el vapor l'importaven del Regne Unit, on era més barat, així com el cotó necessari per produir els teixits també era importat. Aquestes primeres fàbriques s'anomenaven Vapors. Els vapors van ser molt populars fins als anys 60, però l'elevat cost del carbó va provocar la creació de les colònies industrials que utilitzaven grans turbines a prop dels salts d'aigua i així, aprofitaven l'energia hidràulica.
Les colònies industrials eren com petites ciutats, on els treballadors vivien sota les ordres del patró. En les colònies industrials no hi havia moviments obrers, i això feia que els patrons tinguessin menys mals de cap. També estalviaven molt pel fet que no feien servir carbó. Tot i així, també hi havia inconvenients com la poca formació professional dels obrers i el poc cabal dels rius en aquells temps.
L'economia catalana va evolucionar a poc a poc, però a pas ferm gràcies a la prohibició de venda de teixits anglesos a les colònies espanyoles, ja que era impossible que els teixits catalans competissin amb la qualitat i el preu dels teixits de les potències europees industrials. Això va comportar que el mercat espanyol quedés a mans de la indústria catalana;si el 1830, la indústria catalana subministrava la demanda del 20% de teixits a Espanya, el 1850 ja en subministrava més del 75%.

#### Fets destacables
- Creació de la Societat catalana de gas - 1842.
- Fundació de la Caixa d'Estalvis de la Província de Barcelona -1844, primera caixa d'estalvis.
- Construcció del tram ferroviari Mataró-Barcelona - 1848 primer tram ferroviari d'Espanya.
- Bienni Progressista - 1854 al 1856, el Partit Progressista pretén reformar el sistema polític del regnat d'Isabel II, dominat pel Partit Moderat des de 1844, aprofundint en les característiques pròpies del règim liberal.
- Primera vaga general obrera del sector tèxtil - 1855.
- Enderrocades les muralles de la ciutat, l'empresari Lluís Simon forma l'empresa Compañía del Ferrocarril de Barcelona a Sarriá - 1855.
- Girona és la primera ciutat de l'estat en il·luminar els carrers amb llum elèctrica - 1885.
- Fracàs del pronunciament carlí de Sant Carles de la Ràpita - 1860.
- Inauguració del tren de Sarrià- 1863.
- Sexenni Democràtic - 1868 al 1874.
- La Revolució de Setembre - 1868 encapçalada pel general Prim, enderroca la monarquia dels Borbó i la reina Isabel II marxa a l'exili.
- Implantació de la pesseta que acaba amb les darreres monedes catalanes - 1868.
- Constitució a Barcelona del Foment del Treball Nacional - 1869.
- Pacte de Tortosa - 1869 republicans federals catalans propugnen el retorn de la Corona d'Aragó sota un estat republicà de caràcter federal.
- Constitució de 1869 que vol aprofundir la democràcia i el liberalisme: estableix el sufragi universal (només per a homes), el republicanisme, un cert reformisme social i la descentralització de Catalunya en relació amb l'Estat espanyol.
- Primer Congrés Obrer Espanyol a Barcelona - 1870, on es constitueix formalment la Federació Regional Espanyola de l'Associació Internacional de Treballadors (AIT).

### Primera democràcia a Espanya
- Tercera Guerra Carlina - 1872 (Carles VII) promet restaurar les constitucions catalanes)
- Abdicació d'Amadeu de Saboia i proclamació de la Primera República Espanyola. Primer període democràtic a Espanya- 1873 amb corrents federals.

### La immigració i la fil·loxera
Durant el període 1875-1898, Catalunya va experimentar un augment de població i de l'economia en general. L'augment demogràfic al Principat va ser superior que a la resta de l'estat, i gairebé igual que als diferents països europeus, ja que Catalunya va començar a rebre molts immigrants de diverses regions d'Espanya, fet que va provocar la disposició de més capital humà per les indústries catalanes. La indústria catalana va créixer a poc a poc fins a arribar a tenir més importància econòmica que l'agricultura, contràriament d'Espanya.
La indústria cotonera va provocar que el govern fiques més aranzels als productes estrangers a causa de la petita crisi que patien per l'elevat preu de les fonts d'energies, i futurament va fer aplicar més aranzels per la pèrdua de Cuba com a colònia espanyola, el mercat més important per la indústria catalana.
També s'ha de destacar que a Catalunya, la vinya va tenir una gran importància i va créixer molt des que la fil·loxera destruís la vinya francesa; va haver-hi grans inversions a la vinya, que van fer que l'economia catalana trobés un altre sector a explotar, però la fil·loxera també va arribar a les terres catalanes i va destruir gran part del conreu. Això va desencadenar una crisi, ja que les inversions no havien sortit rendibles i molts propietaris van rescindir els seus contractes de rabassa morta amb els seus pagesos. Encara que es va reorganitzar ràpidament, el sector va perdre importància al sector exterior i no es va poder recuperar la bona situació anterior.
Així doncs, encara que la indústria cotonera va ser la insígnia de l'economia catalana durant tot el segle xix i part del segle xx, també hi va haver sectors industrials catalans molt importants a l'època com:
- la indústria agroalimentària; que des dels finals del segle xviii ja exportava productes i s'havia començat a comercialitzar.
- la indústria vitivinícola; va tenir molta importància en el mercat espanyol i europeu durant l'any que la fil·loxera va arrasar la vinya francesa.
- la indústria mecànica; que estava a Barcelona, i tenia grans fàbriques com la Nueva Vulcano, L'Espanya Industrial i la Maquinista Terrestre i Marítima de Barcelona.

La revolució industrial catalana, amb el seu desenvolupament peculiar a base de risc, iniciativa, treball i proteccionisme, va permetre a Catalunya ser la fàbrica d'Espanya i va constituir un senyal d'identitat que va diferenciar la societat catalana de la resta de l'estat.
- Planas y Flaquer Construeix el primer transformador -1894.

### Intent fracassat de proclamació d'un estat català
- Batallons de voluntaris comandats pel Xic de les Barraquetes intenten proclamar l'Estat Català, i són derrotats a Sarrià - 1873, sota el govern d'Estanislau Figueras.
- Cop d'Estat del general Pavía - 1874 que instaura Alfons XII com a rei d'Espanya. Restauració monàrquica borbònica, que durarà fins al 1898.
- El Partit Liberal arriba al poder - 1881 Sagasta forma govern.
- Congrés Català de Jurisconsults a favor del Dret Civil Català - 1881.
- Valentí Almirall funda el Centre Català - 1882 Presidit per Frederic Soler Naixement de la bandera de combat, l'estel·lada republicana. Que presentarà el Memorial de Greuges.
- Un Reial Decret estableix el monopoli del servei telefònic a favor de l'Estat - 1884.
- Planas i Flaquer Construeix el primer transformador (1894).
- La Direcció General de Correus dicta una ordre que prohibeix fer servir el català a les comunicacions telefòniques inter-urbanes i als telegrames - 1896, caldrà que un Reial Decret ho autoritzi poc després.

## Segle XX

### Creixement demogràfic, expansions i crisi
Durant el període 1898-1936, la població catalana va augmentar molt. El 1900 la població a Catalunya era de gairebé 2 milions i el 1930 la població passava dels 3 milions, aquest fenomen es va veure sobretot en la ciutat de Barcelona que va ser la primera ciutat de l'estat espanyol que va passar d'un milió d'habitants el 1930. Això va suposar que Barcelona s'annexés als pobles del voltant com Sarrià, el Poble Sec, Sant Andreu, etc. Que avui en dia, són barris barcelonins. El pulmó industrial va concentrar-se a Sant Martí i també va esdevenir molt important el port de Barcelona en l'àmbit comercial de la ciutat.
El creixement de la població catalana no va ser gràcies a la fecunditat catalana, que va baixar respecte dècades anteriors, sinó gràcies a la immigració que arribava d'Espanya, la millora de l'atenció mèdica a la població i l'augment de la pràctica de la higiene en la societat.
En l'àmbit del camp català, la productivitat va créixer gràcies a nous adobs, l'augment dels regadius, noves tècniques i nous conreus. Els llocs on van notar més la millora de la productivitat de l'agricultura va ser en els arrossars del Delta de l'Ebre i les hortes catalanes. En canvi, la producció vitícola catalana no es va recuperar de la crisi de la fil·loxera i va portar un enorme conflicte social que va durar fins temps de la República.
La indústria catalana va passar per cinc períodes diferents, tres d'expansió (1900-1907, 1913-1918, 1923-1929) i dos de crisi (1908-1912, 1919-1923).
La pèrdua de les colònies espanyoles l'any 1898 van suposar un retrocés a curt termini per l'economia espanyola, i sobretot catalana. Cap a la primera dècada del segle xx, la pèrdua de Cuba va suposar una repatriació del capital català invertit a l'illa i va permetre la inversió al Principat i el creixement va ser del 2,2%, bastant baix comparat amb el del 1898 que havia sigut d'un 5,5%. El mercat principal exterior va passar a ser EUA, amb un 72% de quota de mercat, per això el creixement anual de la indústria va ser més baix que els creixements de finals del segle xix, quan es disposava del mercat colonial. La crisi del 1908 al 1912 va ser per la dependència màxima amb l'exterior, ja que es necessitava importar el cotó, les màquines i les fonts d'energia. La recuperació es va donar per tres factors principals:
- L'electrificació de les fàbriques, sobretot gràcies a la creació de grans companyies hidroelèctriques com, Traction Light and Power, popularment coneguda com la Canadenca. Que va permetre allunyar les indústries dels ports i rius.
- La potenciació de nous subsectors industrials com el químic, metal·lúrgic, automobilístic, que van treure importància al sector tèxtil que va començar a perdre importància a la indústria catalana, tot i continuar sent-ne la referent.
- L'esclat de la Primera Guerra Mundial, que va permetre que el mercat exterior més important fos l'europeu amb un 70% d'exportacions.

Després de la guerra, el capital guanyat es va invertir a renovar les fàbriques velles i va fer pujar la productivitat, però es va perdre el mercat europeu i es va tornar al mercat interior i proteccionista, fent que el mercat exterior sols fos important als EUA amb el 70% de les exportacions.
Durant la segona dècada del segle xx, la indústria va aprofitar el dolç moment que vivia l'economia mundial i va permetre el creixement econòmic. En el sector exterior es va recuperar pes en les antigues colònies, amb 35% de les exportacions i el govern de Primo de Rivera va provocar l'augment dels salaris i la baixada dels preus per poder conviure més pacíficament amb les classes populars. Però el "crack borsari" del 1929 va comportar una crisi mundial i durant els anys de la Segona República l'economia de l'estat va passar per un període de crisi i estancament.

### Impuls econòmic durant laMancomunitat
- A Barcelona té lloc el primer vol aeri d'Espanya - 1910.
- Fundació de la CNT - 1910.
- Fundació de la Secció de Ciències de l'Institut d'Estudis Catalans - 1911.
- Prat de la Riba dirigeix la Mancomunitat de Catalunya - 1914
- Esteban Terradas funda l'Institut d'Electricitat i Mecànica Aplicades - 1919 que passa a dirigir.
- La CNT convoca la Vaga de la Canadenca - 1919, l'Estat decreta l'estat de guerra.
- Época del pistolerisme 1919 fins al 1923.
- Albert Einstein visita Barcelona - 1923, com a part dels Cursos Monogràfics d'Alts Estudis i d'Intercanvi organitzats per la Mancomunitat de Catalunya
- S'inaugura a Balaguer, la primera central telefònica automàtica d'Espanya, construïda per la Secció de Telèfons de la Mancomunitat que dirigirà Terradas - 1924.
- Bandera Negra projecta un cop d'Estat contra Alfons XIII - 1926, conegut com el complot de Prats de Motlló.
- Es funda a Barcelona l'empresa CAMPSA - 1927. nacionalitzada més endavant.
- Pacte de Sant Sebastià - (1930) Per liquidar la monarquia borbònica.
- Segona República Espanyola - 1931

### La Guerra Civil i la post-guerra

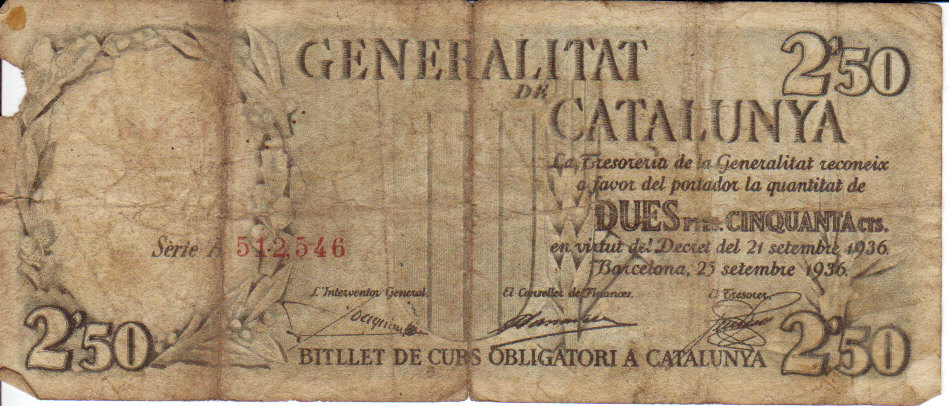
Bitllet de la Generalitat de Catalunya emés el 1936.

L'esclat de la guerra civil va acabar de delmar moltes indústries, i fins i tot, algunes van ser obligades a convertir-se momentàniament en indústries de fabricació d'armes. Durant la guerra civil, la part industrial de la perifèria catalana, madrilenya i basca es va veure afectada per la pèrdua de capital humà, social i d'infraestructures com magatzems, màquines, instal·lacions de producció d'energia, etc. La victòria dels rebels va fer pujar al poder al general Franco, que imitant les polítiques econòmica feixista de Mussolini i la política econòmica nazi de Hitler va implantar l'autarquia.
L'inici del franquisme es va veure caracteritzat per la política econòmica autàrquica. L'autarquia es refereix al nacionalisme econòmic extrem, que es tracta de dotar un estat de tot el que necessita utilitzant els seus mateixos recursos. Evidentment aquest experiment va anar molt malament per factors diversos:
- Les regions històricament industrials van patir el tancament del comerç exterior i van entrar les seves indústries en un estancament productiu, de qualitat, productivitat i tecnologia del procés industrial. Van acumular més retard industrial.
- El mercat interior, com gairebé tota la història d'Espanya era incapaç de consumir com anys anteriors, ja que la població sortia de la guerra i tenia una renda molt baixa.
- La pèrdua de capital humà i de les instal·lacions industrials durant els combats de la guerra civil van suposar un cop molt dur a les inversions que s'havien realitzat.
- L'Instituto Nacional de Industria (INI), organització creada per subvencionar les empreses espanyoles tenia molt poc pressupost i feia seguir als empresaris unes polítiques que no eren profitoses i que van provocar nombroses fallides en les empreses.
- Franco va afirmar un cop que: «hemos de descogestionar las grandes y peligrosas concentraciones industriales de Vizcaya i Barcelona.». L'empresariat català va veure amenaçades les seves propietats industrials. I van patir els problemes d'energia que es van donar a Catalunya quan el govern autàrquic va voler controlar l'energia produïda.
- L'estraperlo i els mercats negres van generar molta corrupció i va acabar de danyar el sistema.[8]
- Com que Espanya no complia els requisits mínims democràtics va veure com els Estats Units d'Amèrica no enviaven diners del Pla Marshall i es quedava sense ajudes.

El 1941 Franco aprova la Llei de Bases d'Ordenació Ferroviària i dels Transports per Carretera que estableix la nacionalització i agrupament en una sola empresa de totes les companyies d'ample d'1,668 metres de l'estat espanyol, que pasen a formar part de la Red Nacional de los Ferrocarriles Españoles, RENFE.
Els mals resultats van ser molt clars, la renda del 1933 no es va igualar fins al 1953, la producció agrària no va créixer i el racionament es va imposar, la producció industrial era molt baixa, etc.

### El Pla d'Estabilització
Durant la dècada dels cinquanta, es va anar millorant, encara que molt poc, la renda i el benestar de la població gràcies al fi del racionament, 1951, i amb l'inici del creixement moderat. L'any 1953, Espanya va començar a obrir el seu mercat i va començar a permetre un comerç exterior i va rebre diners dels EUA, a canvi d'instal·lacions militars que EUA ficava a Espanya per poder tenir una base provisional en plena guerra freda. També era l'any que entrava a l'ONU i s'iniciava el turisme. Però no es va poder evitar que l'autarquia caigués pel seu propi pes. Una inflació altíssima va ser la causa principal de la redacció del pla d'estabilització del 1959.
Les conseqüències a curt termini no van ser del tot bones, ja que hi va haver un nombrós atur, i la inflació encara va ser alta fins al 1961, però en tot l'estat en els anys posteriors es va donar a conèixer el "milagro español", època de gran creixement. A Catalunya va ser l'època que moltes multinacionals gràcies a l'obertura de mercat van instal·lar-se en la perifèria i va donar el naixement de l'anomenat "cinturó roig", aquestes multinacionals moltes fabricaven béns amb metall i aquesta expansió de la indústria metal·lúrgica, química i especialitzada va contrastar amb l'inici de la crisi del tèxtil. Aquestes noves inversions estrangeres van comportar una reducció brutal de l'atur a Catalunya i també en part a la resta d'Espanya amb la creació de nous pols industrials, però això no va impedir que prop d'1 milió d'espanyols immigressin des de la dècada del 60 als 70 a Catalunya per buscar feina i modifiquessin la societat catalana amb el mestissatge.
Les causes d'aquest gran creixement industrial i econòmic a Catalunya van ser:
- La inversió estrangera va ser molt elevada, com a conseqüència dels baixos salaris que rebien els obrers, de la inexistència de sindicats i de l'especialització dels obrers catalans.
- El gran nombre d'ocupació va requerir l'arribada massiva de molts immigrants andalusos que sense ells, segurament la implantació de les noves empreses, moltes multinacionals, no hagués set possible.
- El comerç exterior va obrir-se, i va permetre tornar a participar en el mercat a Catalunya i Espanya. També va permetre l'arribava massiva d'importacions que van permetre la renovació cultural i social de Catalunya.
- El turisme va esdevenir una forta quantitat d'ingressos, cosa que va permetre el naixement del turisme a Catalunya. Encara que les balears eren el principal destí del turisme d'origen espanyol.
- El règim franquista va deixar de banda la política de descongestionar l'economia catalana en veure que Catalunya era la fàbrica d'Espanya i va afavorir la implantació de noves fàbriques, com la petroquímica de Tarragona.
- L'aparició del sub-sector de la construcció.

Les relacions econòmiques entre Espanya i Catalunya van ser màximes, ja que el mercat exterior encara no representava un pes important en l'economia catalana i, per tant, Espanya era el màxim importador de béns i serveis a Catalunya i Catalunya exportava gairebé tota la seva producció a Espanya.
El gran creixement i l'inici dels plans de desenvolupament van fer aparèixer la dependència petroliera i energètica. El 1973 la crisi del petroli va fer molt mal a l'economia catalana i franquista, i en aquell moment es va veure que el creixement econòmic no va ser el mateix que el creixement del benestar social cosa que es va notar quan es va tornar a créixer l'atur i veure que no hi havia cap subvenció ni cap ajuda pels aturats ni pels obrers que van quedar discapacitats.
El franquisme tant per Catalunya i per Espanya va suposar un pas endarrere en l'àmbit econòmic, social, cultural, etc., ja que l'autarquia va suposar un canvi brutal per l'empresariat de la dècada dels 40, van quedar fora de l'òrbita europea i es van veure obligats a abandonar el mercat exterior i tornar als inicis de la industrialització amb polítiques corporativistes, proteccionistes i aranzelàries. Encara que el 1959 es va aconseguir l'èxit del pla d'Estabilització, el 1973, any d'inici de la crisi, es va deixar en evidència la poca inversió de l'estat en política social com ara els subsidis d'atur.

### La transició i el període democràtic
Després de la caiguda de la dictadura, va sorgir el procés anomenat transició que va portar Espanya a la plena democràcia.
En plena transició, 1977, es van abordar els plans anomenats, Plans de la Moncloa, que van realçar la política econòmica a Espanya, reduint el gran atur, baixant moderadament la inflació i el deute amb l'exterior que hi havia a Espanya mitjançant mesures de sanejament a curt termini com polítiques macroeconomies, fixació del canvi de la moneda, flexibilització del mercat laboral, etc. Ja que la crisi del petroli va fer reduir el nombre de fàbriques, sobretot a les zones regionals industrialitzades, i va ser la conseqüència d'un atur elevadíssim. Encara que l'economia espanyola i catalana va quedar molt tocada i fins a l'entrada a la CEE (Comunitat Econòmica Europea), no va estabilitzar-se.
També els bancs es van recuperar de la seva crisi, una crisi que va néixer quan les indústries i empreses que van fer fallida no van poder tornar els crèdits, la gent va demanar crèdits per afrontar els anys de crisis però no es va poder donar els crèdits desitjats a falta de liquiditat del sistema bancari. La crisi es va resoldre amb la reducció de la inflació, l'estalvi realitzat per part de la gent i l'arribada de diner estranger al sistema bancari espanyol.
Per la seva banda Catalunya va votar a favor de l'Estatut de Sau de 1979, que permetia a Catalunya obtenir cert autogovern, al llarg de l'inici de la democràcia es van votar a favor tots els estatuts d'autonomia de les CCAA d'Espanya i va convertir a Espanya en un estat autonòmic. Les primeres eleccions al parlament les va guanyar el partit polític de CiU i les generals d'Espanya les va guanyar UCD. Aquest clima de democràcia feble es va alterar amb la crisi del 1973 que mai es va resoldre adequadament i fins al 1985 l'economia va patir constants alts i baixos.
Catalunya en l'àmbit demogràfic des de 1980 a l'actualitat, la població catalana en aquestes dues darreres dècades i mitja, s'ha envellit molt i ha entrat definitivament en una fase estacionaria baixa, encara que la població ha crescut gràcies a l'arribada de nous immigrants que han permès que actualment la població catalana estigui aproximadament en els 7 milions d'habitants.
L'activitat econòmica de Catalunya ha evolucionat i ha millorat molt respecte del 1980, amb una renda per capita més elevada, un sector exterior cada cop més present, la terciarització de l'economia, etc.
L'agricultura catalana no és gaire representativa en el PIB català, però ha experimentat un gran dinamisme gràcies en part de l'especialització dels conreus, a l'orientació comercial, millora de la qualitat, la subvenció de la UE i la potenciació de la indústria agroalimentària; com la vitícola, transformadora de carn, d'olis, etc.
En la ramaderia s'ha donat molta importància al sector porcí i la pesca s'ha mantingut constant en la captura de tones, 60 tones per any aproximadament des de 1980 fins a l'actualitat.
En el sector secundari, s'ha mostrat com sempre molt important en el PIB gràcies a l'arribada de la inversió estrangera, creació de noves multinacionals i la important modernització tecnològica i d'organització que s'ha fet per afrontar amb garanties la nova competència. Catalunya continua sent la regió d'Espanya amb més presència d'indústria. Les indústries catalanes més representatives són:
- La indústria metal·lúrgica: que s'ha beneficiat de les inversions estrangeres i les compres de les dues principals empreses, SEAT i Motor Ibèrica, la primera per capital alemany i la segona per capital nipó. El subsector dels electrodomèstics també ha notat força les inversions i gràcies a les inversions i la renovació tecnològica, Catalunya exporta un nombrós nombre de productes en el mercat nacional i internacional.
- La indústria tèxtil: Encara que el sector tradicional ha anat perdent pes per culpa de la gran competència dels productes tèxtils de l'Àsia. Encara hi ha un gran nombre d'empreses tèxtils que s'han hagut d'especialitzar i fer dissenys i acabats millors per competir en el dia d'avui.
- La indústria química: Ha crescut molt durant les 4 darreres dècades, i sobretot això es defineix amb la implantació de la petroquímica a Tarragona, els parcs tecnològics en moltes ciutats catalanes i la forta implantació de la indústria farmacèutica.
- La indústria agroalimentària: També ha sigut un sector que ha crescut molt gràcies a l'alta producció de vins i caves, i als derivats de les carns, gairebé totes les empreses d'aquest tipus són de capital català. En canvi el capital estranger s'imposa en les indústries de productes làctics, dolços, precuinats, etc.

També s'ha d'esmentar la progressiva descentralització del sector secundari, on la majoria de ciutats i pobles grans tenen el seu polígon propi. A causa de:
1. Millora de les infraestructures en els camins, carreteres, i obra pública en general en les comarques de menor implantació industrial.
2. La varietat de subsectors de les indústries i l'especialització de les indústries
3. L'establiment del tercer cinturó i el desig d'implantació del tercer cinturó.

En el sector terciari, el turisme, les entitats bancàries, el comerç i el sector públic han estat els sector que més han crescut a Catalunya des de l'inici de l'etapa democràtica.
- El turisme; s'ha esdevingut en uns dels sectors més importants a Catalunya. Des dels inicis del segle xix cada any es passa dels 20 milions de turistes anuals.
- Les entitats bancàries; han passat a tenir una enorme importància en l'economia catalana, sobretot les caixes d'estalvis i les assegurances de tota mena.
- El comerç; la seva estructura ha canviat molt, ja que el petit comerç cada cop es veu més amenaçat per les gran superfícies comercials, que ofereixen preus més barats i més productes. I per això els petits comerços s'han modernitzat i especialitzat per afrontar amb garanties la competència de les gran superfícies.

El sector públic; en les dues darreres dècades i mitja s'han creat noves empreses com la Corporació Catalana de Ràdio i Televisió, i s'han potencialitzat altres com els ferrocarrils de Catalunya. Encara que moltes empreses públiques estatals s'han privatitzat com Telefònica i Iberia.
Tot i així el sector públic català dona una enorme quantitat d'ocupació, tan sols els funcionaris de l'ensenyament són 100.000 a Catalunya, i actualment es fan noves polítiques de captació de professorat.
El factor clau de l'estat actual de l'economia catalana i espanyola ha estat la integració a la UE, ja que ha permès: 
- Liberalitzar el mercat, rebre subvencions de les potències europees per arribar a una equitat econòmica amb elles, inversions estrangeres de gran importància, innovació en les empreses i modernització de la societat. Essent un fet la integració a la UE, es pot assegurar que el balanç de la integració a la UE ha set positiva i el balanç de l'etapa democràtica també ho ha set, ja que ha permès créixer econòmicament, socialment, culturalment, etc., tant a Catalunya com Espanya. I ha permès a Catalunya participar en el mercat internacional que ha esdevingut en el primer importador de productes a Catalunya i consumeix una gran quantitat d'exportacions catalanes, encara que el comprador principal continua sent l'estat Espanyol.
- Entrada a la Unió Europea - 1986.
- Cas Banca Catalana, amb implicacions dels interessos del mateix President de la Generalitat.

## Catalunya en l'actualitat
- Entrada en vigor de l'Euro com a moneda única - 2002.
- La Fundació Trias Fargas publica un informe sobre l'espoli fiscal - 2005, en el que afirma que el dèficit fiscal és de 450 Euros cada segon[9]